# Skeleton ai Giochi olimpici giovanili
La disciplina dello skeleton è presente nel programma dei Giochi olimpici giovanili invernali sin dalla prima edizione del 2012, disputata a Innsbruck in Austria, dove furono assegnate le medaglie sia nel singolo femminile che in quello maschile.

## Medaglie assegnate
| Eventi              | 12 | 16 | 20 |
| ------------------- | -- | -- | -- |
| Bob a due femminile | •  | •  |    |
| Bob a due maschile  | •  | •  |    |
| Monobob femminile   |    |    | •  |
| Monobob maschile    |    |    | •  |

## Medagliere
Aggiornato a Losanna 2020
| Pos    | Nazione       | Oro | Argento | Bronzo | Totale |
| ------ | ------------- | --- | ------- | ------ | ------ |
| 1      | Germania      | 3   | 2       | 2      | 7      |
| 2      | Russia        | 2   | 0       | 0      | 2      |
| 3      | Gran Bretagna | 1   | 0       | 0      | 1      |
| 4      | Austria       | 0   | 2       | 0      | 2      |
| 5      | Lettonia      | 0   | 1       | 0      | 1      |
| 5      | Norvegia      | 0   | 1       | 0      | 1      |
| 7      | Canada        | 0   | 0       | 2      | 2      |
| 8      | Francia       | 0   | 0       | 1      | 1      |
| 8      | Svizzera      | 0   | 0       | 1      | 1      |
| Totale | Totale        | 6   | 6       | 6      | 18     |